# DeSoto (Automarke)

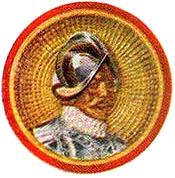
DeSoto logo

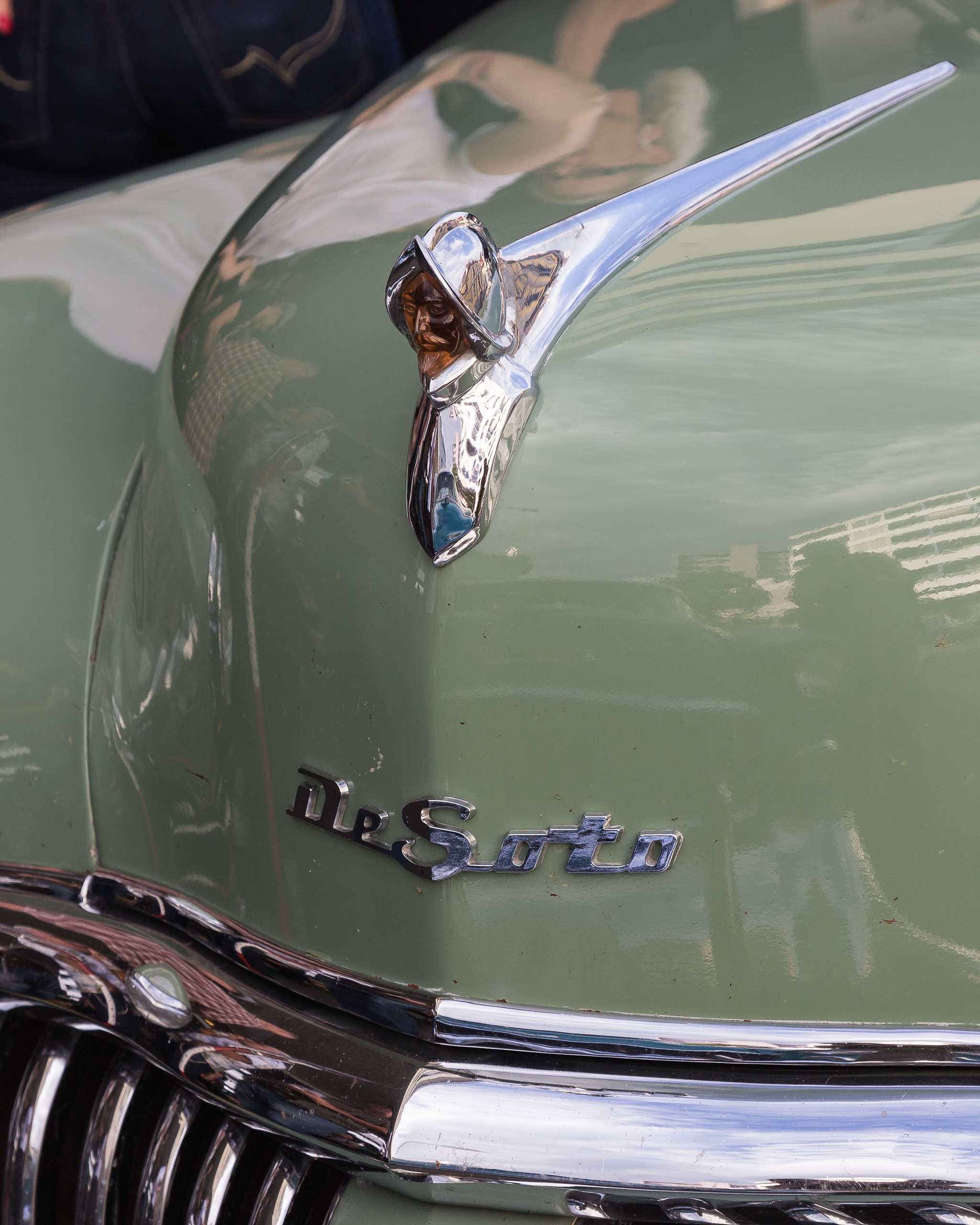
DeSoto-Kühlerfigur an einem Custom

DeSoto war eine Automobilmarke aus den USA, die zur Chrysler Corporation gehörte und von 1928 bis 1961 vor allem auf dem nordamerikanischen Markt vertrieben wurde. DeSoto bot Personenkraftwagen an, die technisch und stilistisch eng an die jeweiligen Chrysler-Modelle angelehnt waren. Daneben entstanden unter dem Markennamen schwere Lastwagen, die außerhalb der USA, insbesondere in der Türkei, gebaut wurden. Ihre Fertigung dauerte bis zum Jahr 1978 an.

## Geschichte

### Entstehungsgeschichte

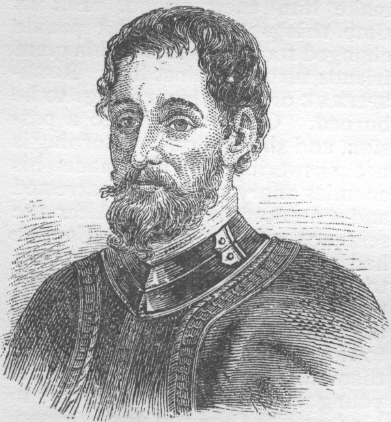
Namensgeber Hernando de Soto. Sein stilisiertes Porträt fand sich zeitweise auf DeSoto-Logos.

Die Marke DeSoto wurde am 4. August 1928 von Walter P. Chrysler gegründet. Namensgeber war der spanische Konquistador Hernando de Soto, der im 16. Jahrhundert Expeditionen nach Mittelamerika und durch das südliche Nordamerika unternommen hatte.
Die 1925 gegründete Chrysler Corporation war in den ersten drei Jahren ihrer Existenz nur mit der Marke Chrysler am US-amerikanischen Markt vertreten. Demgegenüber vertrieb General Motors zahlreiche Marken, die sehr unterschiedliche Preissegmente abdeckten; zeitweise gehörten bis zu 10 Marken zum General-Motors-Konzern, von denen einige allerdings nur sehr kurzlebig waren. Auch Studebaker und Willys-Overland unterhielten mit Erskine bzw. Whippet zusätzliche Marken.
Dieser Entwicklung schloss sich Chrysler mit der Gründung der Marken Plymouth im Juni 1928 und DeSoto im August desselben Jahres an. DeSoto war in einem mittleren Marktsegment zwischen den beiden anderen Marken positioniert. Auf diese Weise konnte Chrysler im Mittelklassebereich präsent sein, ohne den Ruf der eigenen Marke, die mit hochpreisigen Autos verbunden wurde, zu beeinträchtigen.
Kurz nach der Einführung der Marke DeSoto übernahm Chrysler zusätzlich den 1914 gegründeten Automobilhersteller Dodge Brothers Inc, der ebenfalls in einem Marktsegment unterhalb von Chrysler angesiedelt war. Damit hatte die Chrysler Corporation nun eine Marke in der unteren Mittelklasse und zwei im mittleren Preissegment. Einige Berichte behaupten, dass Chrysler auf die DeSoto-Gründung verzichtet hätte, wenn die Übernahme von Dodge zu einem früheren Zeitpunkt möglich gewesen wäre; andere Quellen behaupten, mit der Gründung der Marke DeSoto habe Chrysler den Zweck verfolgt, den Kaufpreis für Dodge zu drücken. Der Konzern positionierte DeSoto nun in einem Marktsegment zwischen Dodge und Chrysler und Plymouth in den Markt unterhalb von Dodge. Damit hatte die Chrysler Corporation ab 1929 insgesamt vier Marken in unterschiedlichen Preisklassen im Angebot.

### 1929–1942

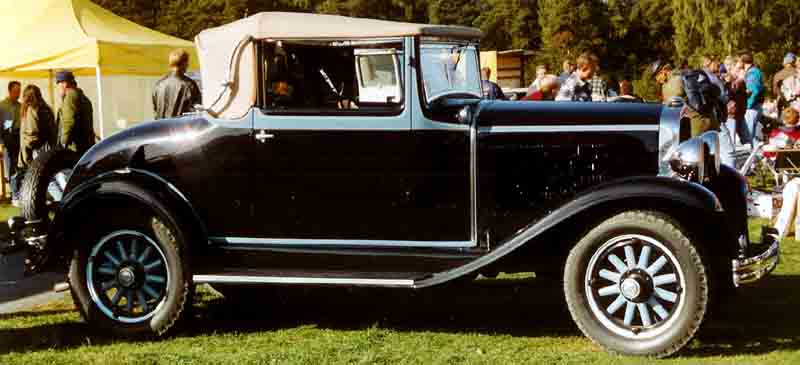
DeSoto CF Convertible (1931)

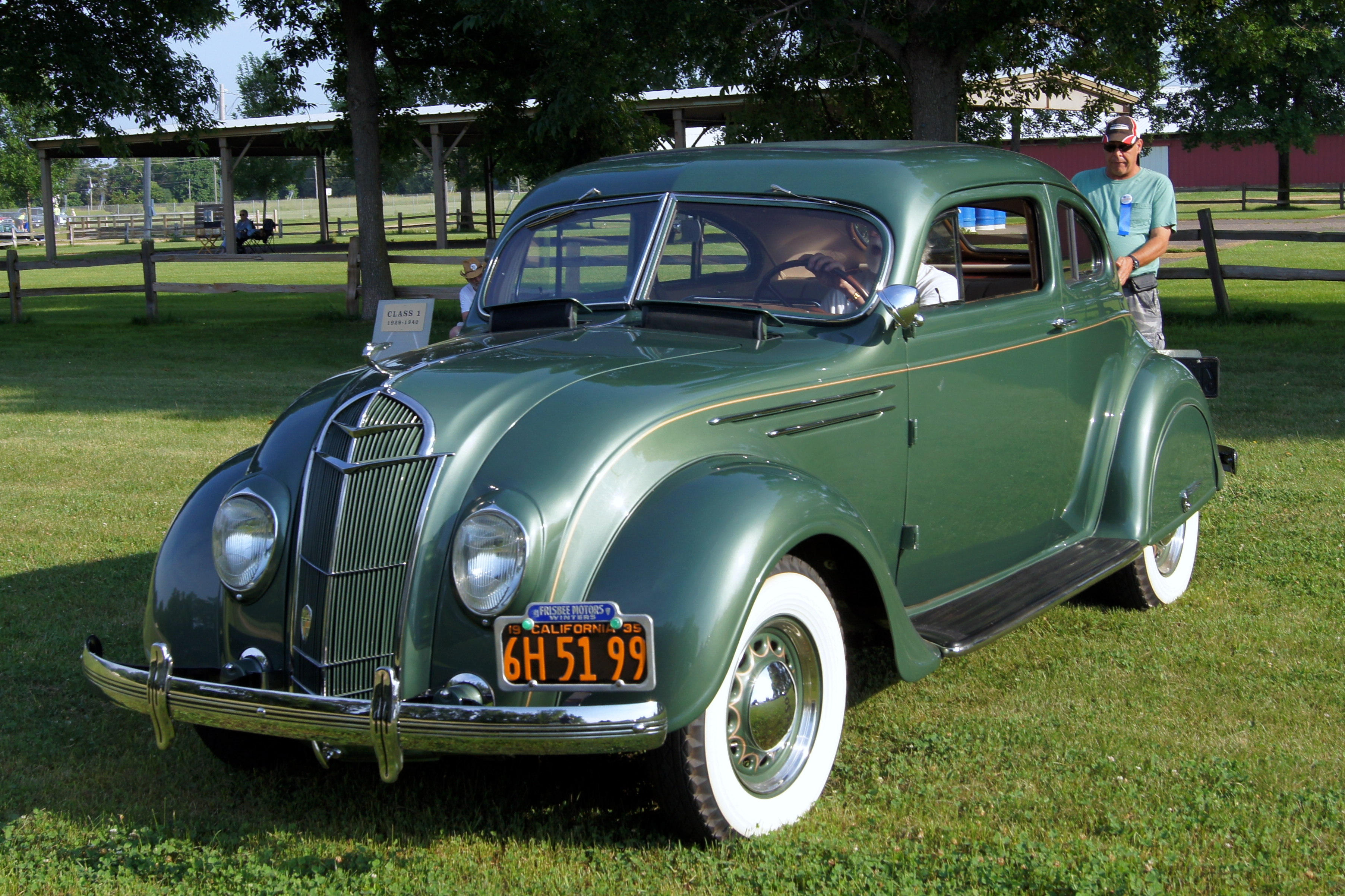
DeSoto Airflow (1934)

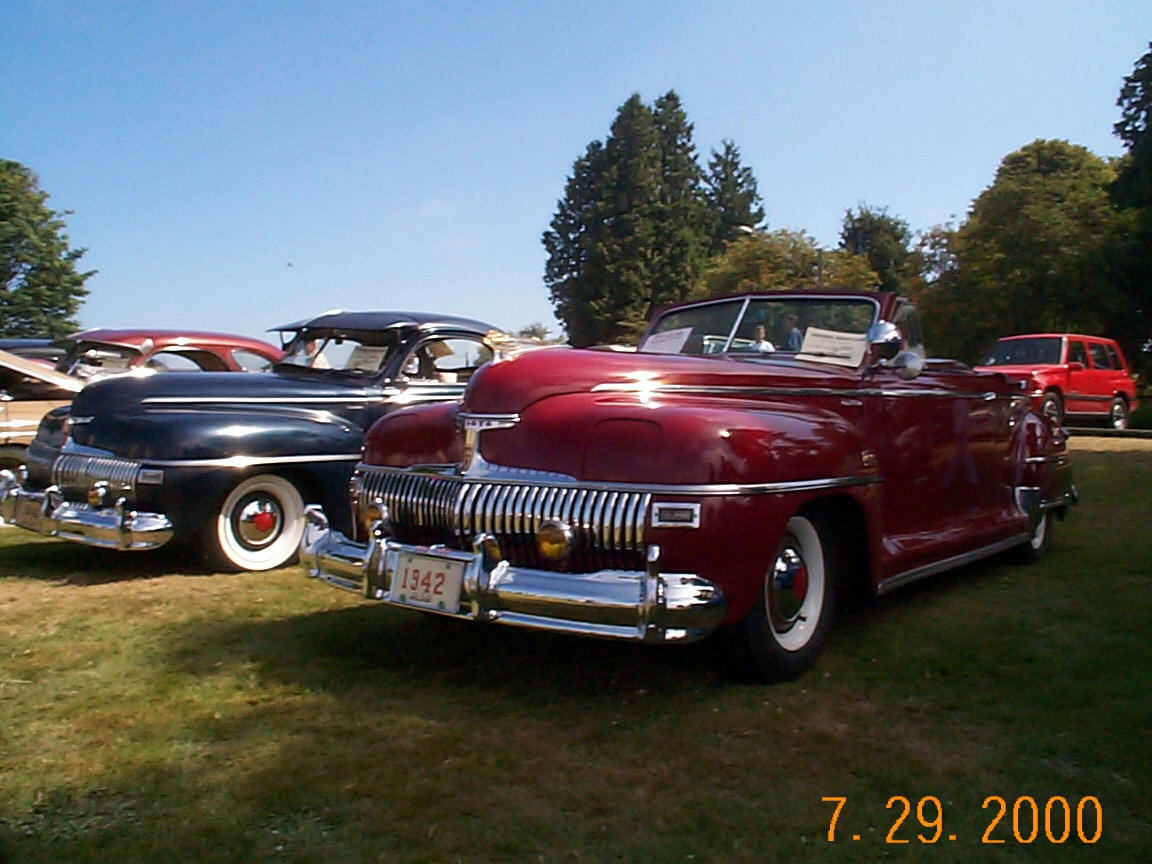
Mit Klappscheinwerfern: DeSoto von 1942

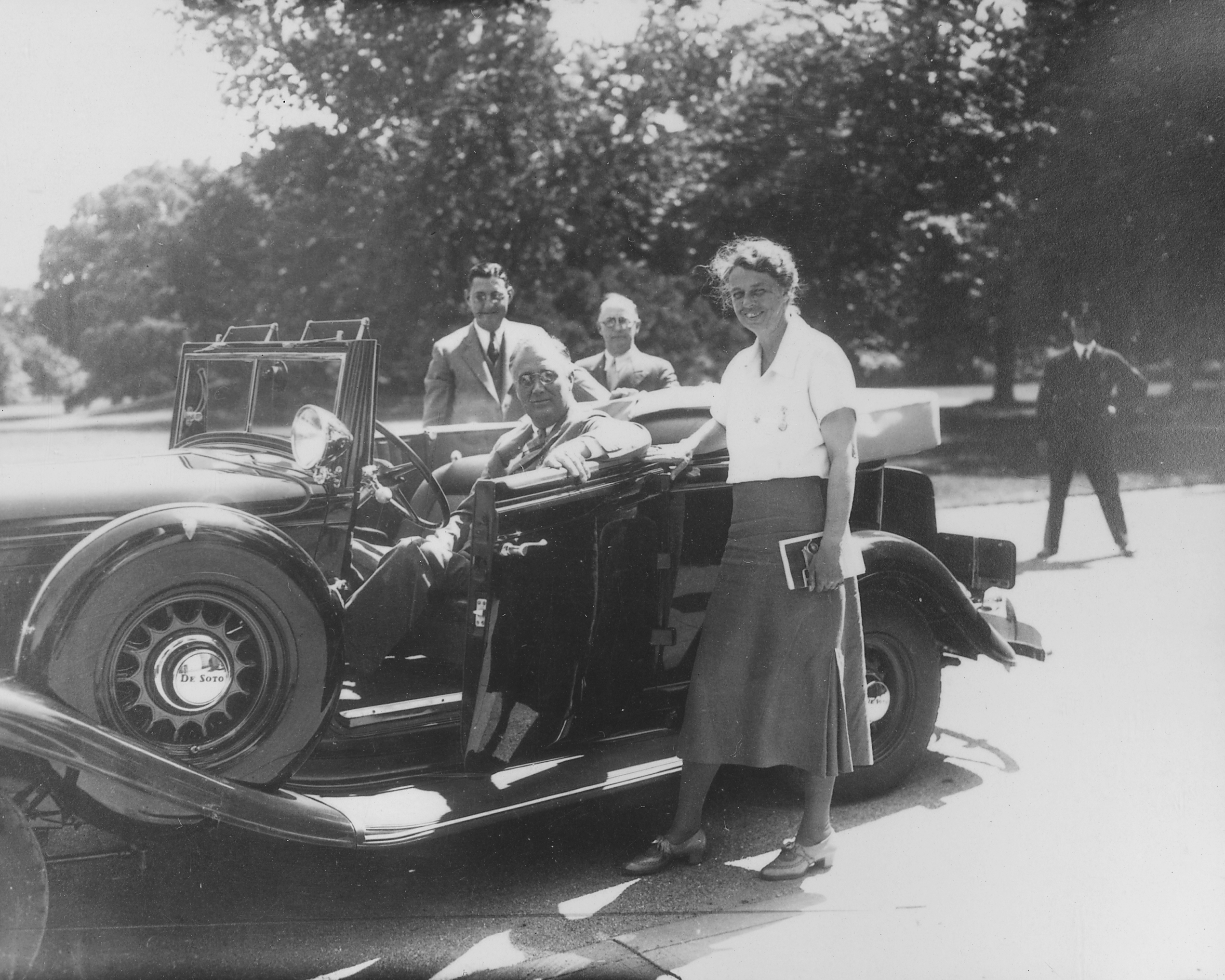
US-Präsident Franklin D. Roosevelt in einem DeSoto

In den ersten Jahren war Chryslers Zwei-Marken-Strategie in der Mittelklasse relativ erfolgreich. Im ersten Modelljahr produzierte DeSoto 81.065 Fahrzeuge. Das war ein Rekord für eine neu gegründete US-amerikanische Automobilmarke. Dieser Erfolg hielt fast 30 Jahre lang an. Ungeachtet der Weltwirtschaftskrise blieben DeSotos Umsätze relativ stabil, 1932 wurde der Ausstoß von Dodge um etwa 25.000 Fahrzeuge übertroffen.
1933 positionierte der Konzern DeSoto dichter an der Marke Chrysler, in der Absicht, die Distanz zu Dodge zu erhöhen und dadurch die Dodge-Umsätze zu verbessern. Diese Neuausrichtung hatte zur Folge, dass DeSoto 1934 das stromlinienförmige Airflow-Design übernahm, das in diesem Jahr bei der Spitzenmarke des Konzerns als Chrysler Airflow debütierte. Das Design war ebenso fortschrittlich wie polarisierend. Es erwies sich als zu ambitioniert für den amerikanischen Markt, sodass weder die hochpreisige Chrysler-Version noch der etwas preiswertere und kürzere DeSoto Airflow erfolgreich waren. DeSotos Lage war im Vergleich zu den Schwestermarken des Konzerns besonders problematisch. Während Dodge und Plymouth gar keine Airflow-Versionen anboten, sondern ausschließlich konventionell gestaltete Fahrzeuge im Programm hatten, konnte Chrysler die schwachen Verkaufszahlen seines Airflow jedenfalls ansatzweise durch konventionelle Modelle kompensieren, die die Marke parallel im Programm hatte. DeSoto hingegen bot 1934 als einzige Konzernmarke ausschließlich Airflow-Modelle an. Das führte zu einem dramatischen Rückgang der Verkaufszahlen; 1934 produzierte DeSoto lediglich 13.940 Fahrzeuge, etwa die Hälfte des Vorjahresausstoßes. Ab 1935 erschienen die konventionell gestalteten Airstream-Modelle, die halfen, die Defizite wieder gut zu machen. Für den Rest der 1930er Jahre wurden die DeSotos „größer und langweiliger“. Das Design war konservativ, traf aber den Geschmack der Kunden. Die Verkäufe wurden in dieser Zeit zusätzlich angeregt durch Werbespots mit Spencer Tracy und Walt Disney.
Das 1942er DeSoto-Modell (S10) war das erste massenproduzierte Auto mit Klappscheinwerfern auf dem nordamerikanischen Markt. Klappscheinwerfer hatte es erstmals 1935 am Cord 810 gegeben, einem von Gordon Buehrig gestalteten Oberklassefahrzeug, und Chrysler hatte sie 1941 beim Newport Show Car aufgegriffen. DeSoto vermarktete dieses Designmerkmal als „Air-Foil“-Lichter und bewarb sie mit dem Slogan: „Ouf sight, except at night“ (deutsch etwa: „Nicht zu sehen, außer bei Nacht“). Klappscheinwerfer wurden nur im Modelljahr 1942 angeboten. Ein weiteres Designmerkmal des 1942er-Jahrgangs war ein über die ganze Wagenbreite gehender Kühlergrill mit senkrechten Chromstreben. Sie blieben – in verschiedenen Variationen – bis 1955 als besonderes Markenzeichen aller DeSoto-Modelle erhalten.
Chrysler lieferte den DeSoto in zwei Ausstattungsvarianten – „Deluxe“ und „Custom“ – und es standen zwei Radstände zur Wahl – 121,5 und 139,5 Zoll (3086 und 3543 mm). Die Chassis gab es mit verschiedenen Aufbauten, darunter ein „Business Coupé“ mit kurzem Radstand, zwei- oder viertürigen Limousinen mit kurzem oder langen Radstand, bis hin zu siebensitzigen Taxis mit langem Radstand. Der Motor mit 237 ci (3,8 l) Hubraum leistete 115 hp (86 kW).
Die DeSotos des Modelljahrs 1942 wurden nur wenige Monate lang produziert. Bereits Anfang 1942 stellte DeSoto wie alle anderen nordamerikanischen Automobilwerke die Fertigung ziviler Fahrzeuge kriegsbedingt ein. Insgesamt entstanden weniger als 25.000 Fahrzeuge, die heute – nicht zuletzt wegen der Klappscheinwerfer – zu den gesuchten Klassikern gehören.

### 1946–1960

#### Neuanfang mit Vorkriegsmodellen

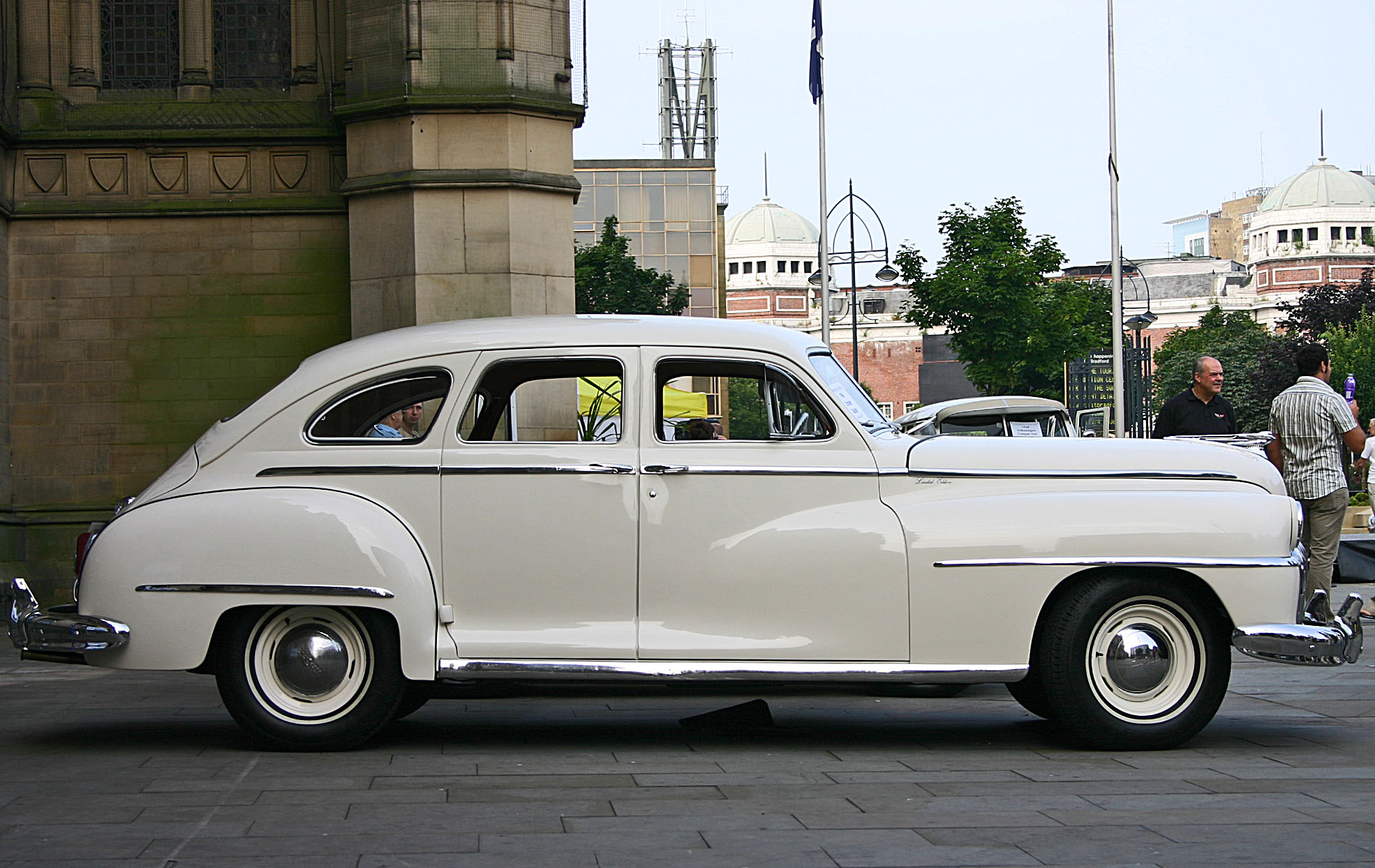
DeSoto (1946)

1946 nahm DeSoto die Produktion ziviler Automobile wieder auf. Die Fahrzeuge der Modelljahre 1946 bis 1948 entsprachen technisch und stilistisch weitgehend den 1942er-Modellen; allerdings war die DeSoto-Palette weniger vielseitig als vor dem Krieg. Das Design war geringfügig überarbeitet worden. Die vorderen Klappscheinwerfer wurden durch runde Einzelscheinwerfer ersetzt, die in die vorderen Kotflügel eingelassen waren. Die Kotflügel waren weniger stark ausgeformt und gingen im Bereich der Vordertüren fließend in den Karosseriekörper über. Die Fahrzeuge hatten ein Kastenrahmenfahrgestell, eine Einzelradaufhängung vorne und hinten die in den USA sehr lange noch übliche Starrachse. Die Sechszylindermotoren von DeSoto waren seitengesteuert. Ein halbautomatisches Getriebe von Gyrol Fluid Drive mit hydraulischer Kupplung, die mittels Tip-Toe (Drucktastenvorwahl) bedient wurde, gehörte bereits zum Leistungsumfang.
Zusätzlich zu den regulären Modellen bot DeSoto Versionen mit verlängertem Radstand an, die als Taxis, Flughafenzubringer und Hotelfahrzeuge verwendet wurden. Diese Versionen blieben bis 1955 im Programm.

#### Neue Karosserien und Motoren

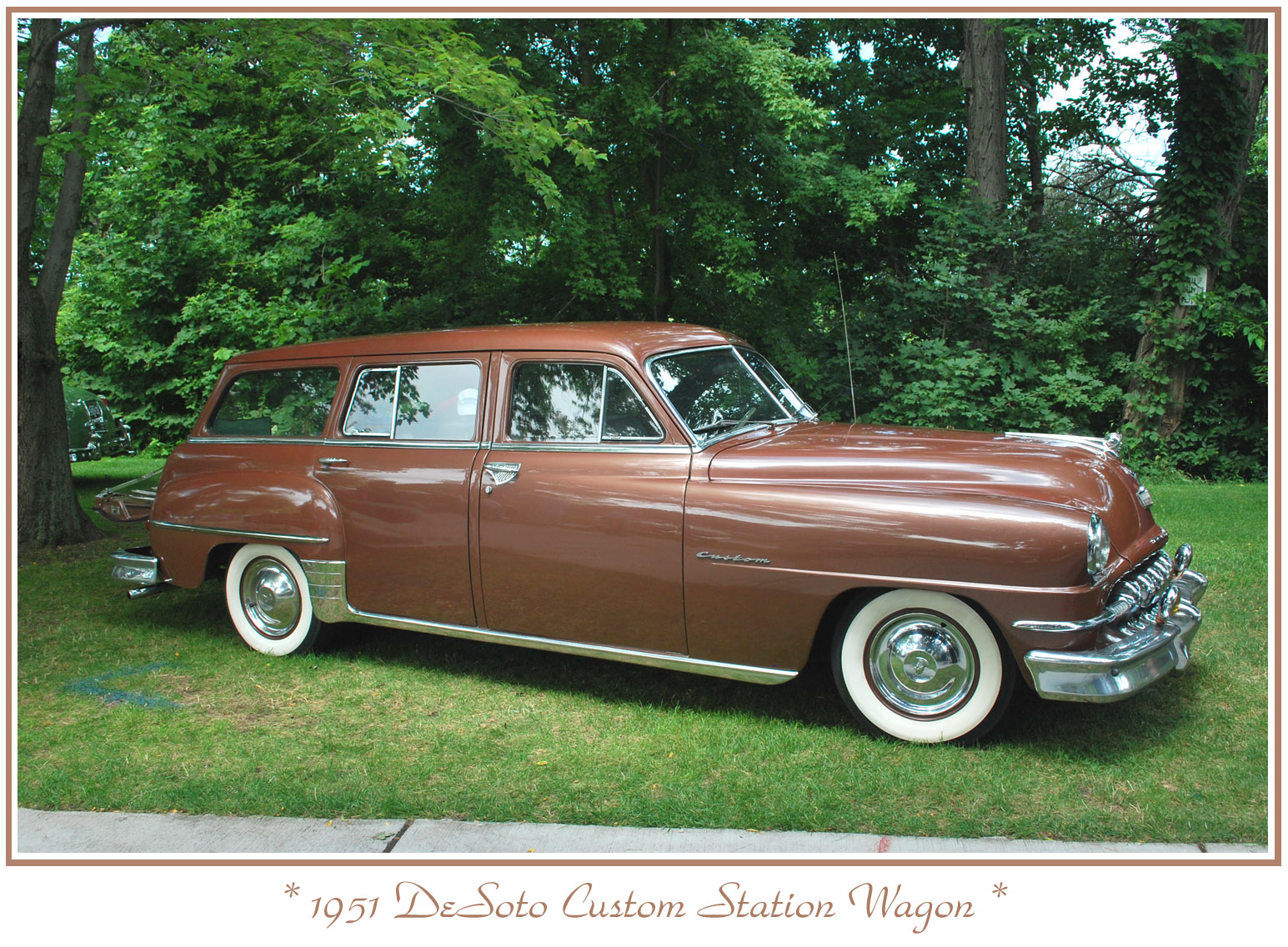
DeSoto Custom Station Wagon (1950)

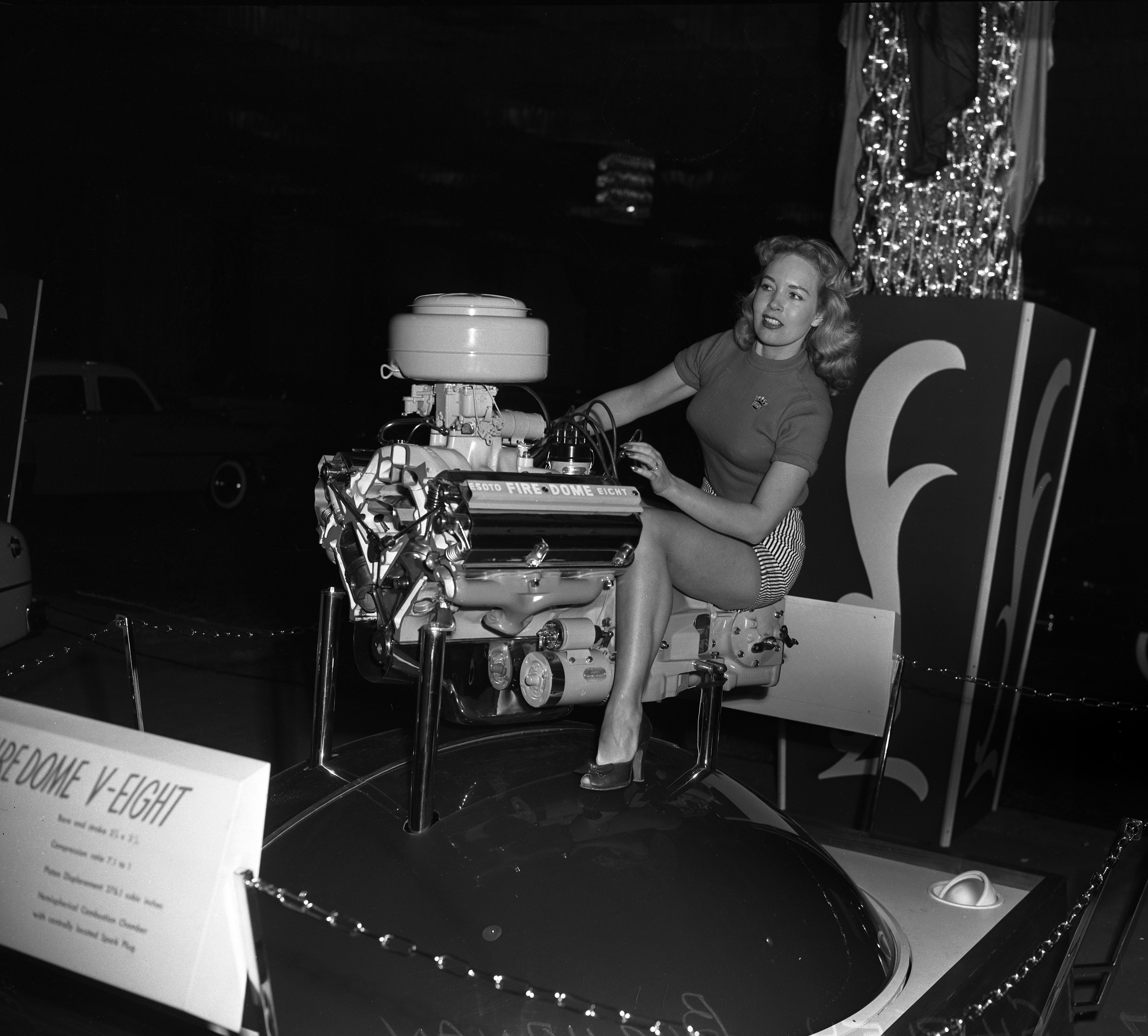
Vorstellung des ersten V8-Motors von DeSoto mit Shirley Buchanan (1952)

Zum Modelljahr 1949 präsentierte DeSoto ebenso wie die anderen Chrysler-Marken vollständig neu gestaltete Fahrzeuge. Sie hatten einen Ponton-ähnlichen Aufbau, wodurch das Raumangebot im Inneren wuchs. Die Modelle Diplomat und Diplomat Custom, die von Plymouth-Modellreihen abgeleitet waren, wurden als Exportmodelle konzipiert, die mit einem 2,8 Liter großen Reihensechszylindermotor angeboten wurden. 1951 wurden die Chrysler-Stoßdämpfer Oriflow als technische Neuerung eingeführt. Neben dem im Vorjahr eingeführten Faux-Cabriolet Sportsman gab es jetzt ein Kombimodell („Station wagon“), das ohne Holzbeplankung mit versenkbarem Heckfenster angeboten wurde.
Mit dem Modelljahrgang 1951 wurden die senkrechten Zierstäbe am Kühlergrill zugunsten von senkrechten zahnähnlichen Rippen aufgegeben. Zeitweilig wurden beim Opel Olympia Rekord in Deutschland ähnliche Zierelemente verwendet. Die Motorleistung lag bereits bei 117 PS. Bis 1952 benutzte DeSoto die Bezeichnungen Deluxe und Custom als Modellnamen.
Zum Modelljahr 1952 kam ein neuer Achtzylindermotor ins Programm. Es war DeSotos erster Achtzylindermotor seit 1932 und zugleich der erste Achtzylinder in V-Auslegung. Der als Fire Dome Eight bezeichnete V8 lehnte sich an Chrysler-Konstruktionen an. Er hatte einen Hubraum von 276 Kubikzoll (4.255 cm³) und leistete in der ersten Ausführung 160 PS. Der Motor hatte schräg hängende Ventile und halbkugelförmige Brennräume. Er wurde in einer modernen teilautomatisierten Fabrik in Dearborn produziert, die bis zu 96 Arbeitsgänge mittels Präzisionsautomaten in 34 Schritten ausführten. Der bislang alternativlos verwendete Reihensechszylinder mit der Bezeichnung Powermaster, dessen konstruktive Wurzeln auf die 1930er-Jahre zurückgingen, blieb parallel dazu bis 1955 im Programm; allerdings verkaufte sich die nur 116 PS leistende Einheit zunehmend schlechter.
1953 wurden die Modellnamen Deluxe und Custom fallengelassen. Die Sechszylindermodelle wurden fortan Powermaster Six und die V8-Modelle als Firedome 8 bezeichnet. Auf dem Höhepunkt gehörten Firesweep, Firedome und Fireflite zu De Sotos populärsten Modellen. Das halbautomatische Getriebe wurde durch einen hydraulischen Drehmomentwandler modifiziert, der kein separates Öl mehr benötigte, sondern vom Motorenöl mitversorgt wurde. Mit dem Modelljahrgang 1954 wurde auch das erste Vollautomatikgetriebe des Chrysler-Konzerns, das Power-Flite-Getriebe, für DeSoto offeriert. Bereits 1953 wurde das Coupé Adventurer von Ghia in Turin als „Traumwagen“ gebaut. Mit dem abnehmenden Interesse an den Sechszylindermodellen verschwanden diese aus dem Programm. Es blieben die Modelle Firedome und Fireflite mit den V8-Motoren, die bereits über mehr als 200 PS verfügten. Für den Export wurden weiterhin die Modelle Diplomat und Diplomat Custom gefertigt. Der 1956 vorgestellte DeSoto Adventurer als Hardtop-Coupé wuchs bis 1960 zu einer vollständigen Modellversionspalette an.

#### Der Hundred-Million-Dollar-Look

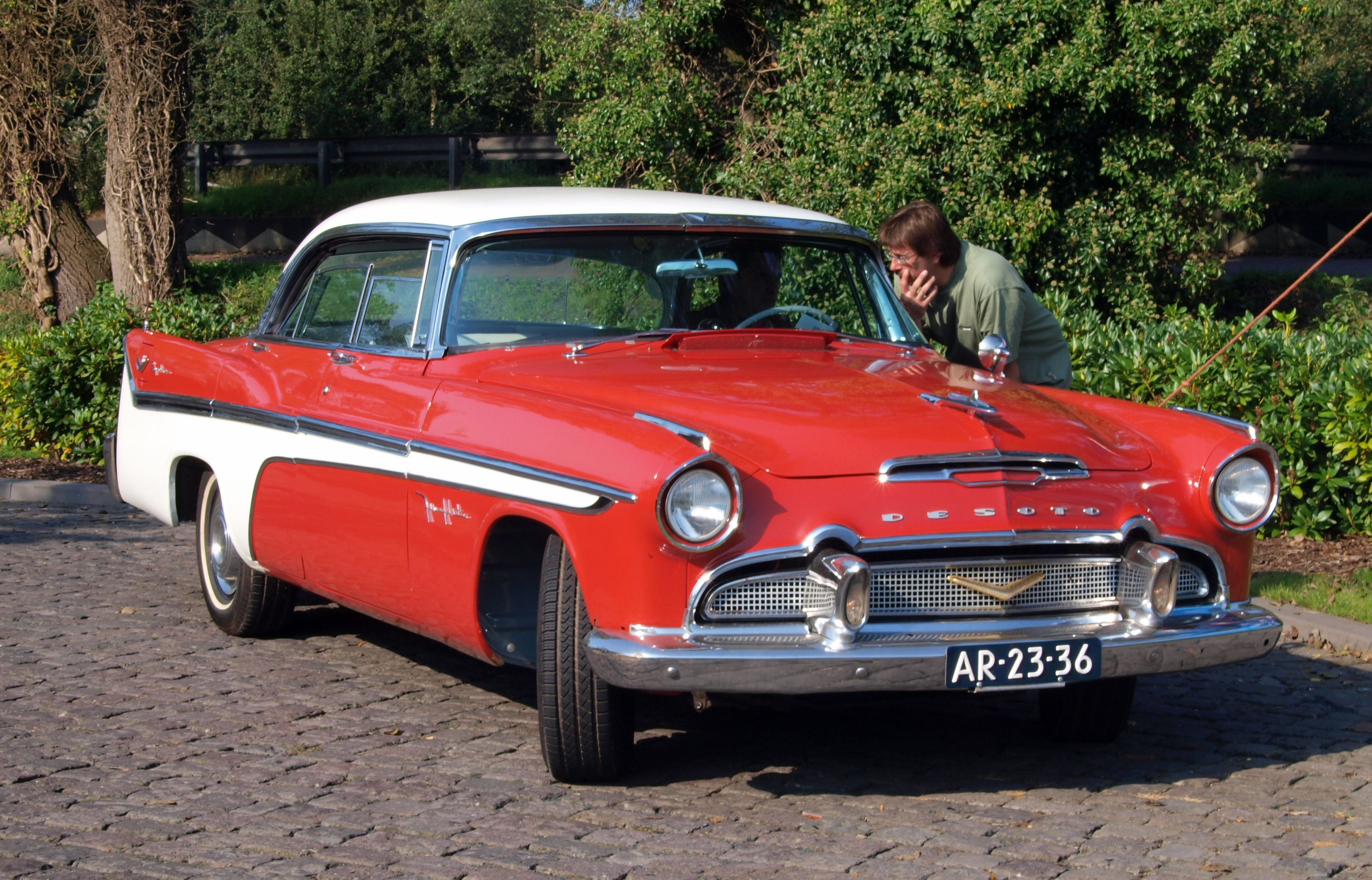
DeSoto Firedome (1956)

Für das Modelljahr 1955 führte Chrysler konzernweit eine neue Modellgeneration ein, die in der Werbung als Hundred Million Dollar Look apostrophiert wurde. Die Bezeichnung war auf den Umstand zurückzuführen, dass Chrysler für die Entwicklung dieser Familie in der Summe etwa 100 Mio. US-$ investiert hatte. Das Karosseriedesign verantwortete Virgil Exner.
Mit der Ausnahme des nur für den Export bestimmten DeSoto Diplomat, der ein optisch nur leicht veränderter Plymouth aus kanadischer Fertigung war, waren alle DeSoto-Modelle der Jahre 1955 und 1956 unmittelbar von den Fahrzeugen der Marke Chrysler abgeleitet. Die DeSotos und die Chryslers verwendeten die gleiche Rohkarosserie und hatten den gleichen Radstand, während die Modelle von Dodge und Plymouth jeweils 4 Zoll (10 cm) kürzer waren. Neu bei den DeSotos war eine Elektrik mit 12 Volt. Äußerlich ähnelten die DeSotos dem Chrysler Windsor, allerdings hatten sie eigenständig gestaltete Front- und Heckpartien.
Für das Modelljahr 1956 erhielten alle DeSotos ein Facelift. Dazu gehörte eine überarbeitete Frontpartie, bei der erstmals seit 1942 keine senkrechten Streben mehr im Kühlergrill zu finden waren, sondern eine vergitterte Kühlermaske, vor der sich zwei auffällige, verchromte Hörner befanden, die den sogenannten Dagmar Bumpers bei Cadillac ähnelten. Die hinteren Kotflügel waren ebenfalls neu; sie mündeten in Heckflossen, unter denen auf jeder Seite drei runde Rückleuchten übereinander angeordnet waren.
Die DeSotos der Modelljahre 1955 und 1956 waren in Konkurrenz zu den Fahrzeugen von Mercury, Buick und Oldsmobile positioniert. Sie verkauften sich für DeSoto-Verhältnisse gut. 1955 wurden über 115.000 Exemplare verkauft, im Folgejahr waren es noch einmal 110.000. Die Verkaufszahlen reichten allerdings nicht an das Niveau der direkten Konkurrenten heran, und auch die übrigen Chrysler-Marken waren – abgesehen von der Oberklassenmarke Imperial – verkaufsstärker.

#### Der Forward-Look

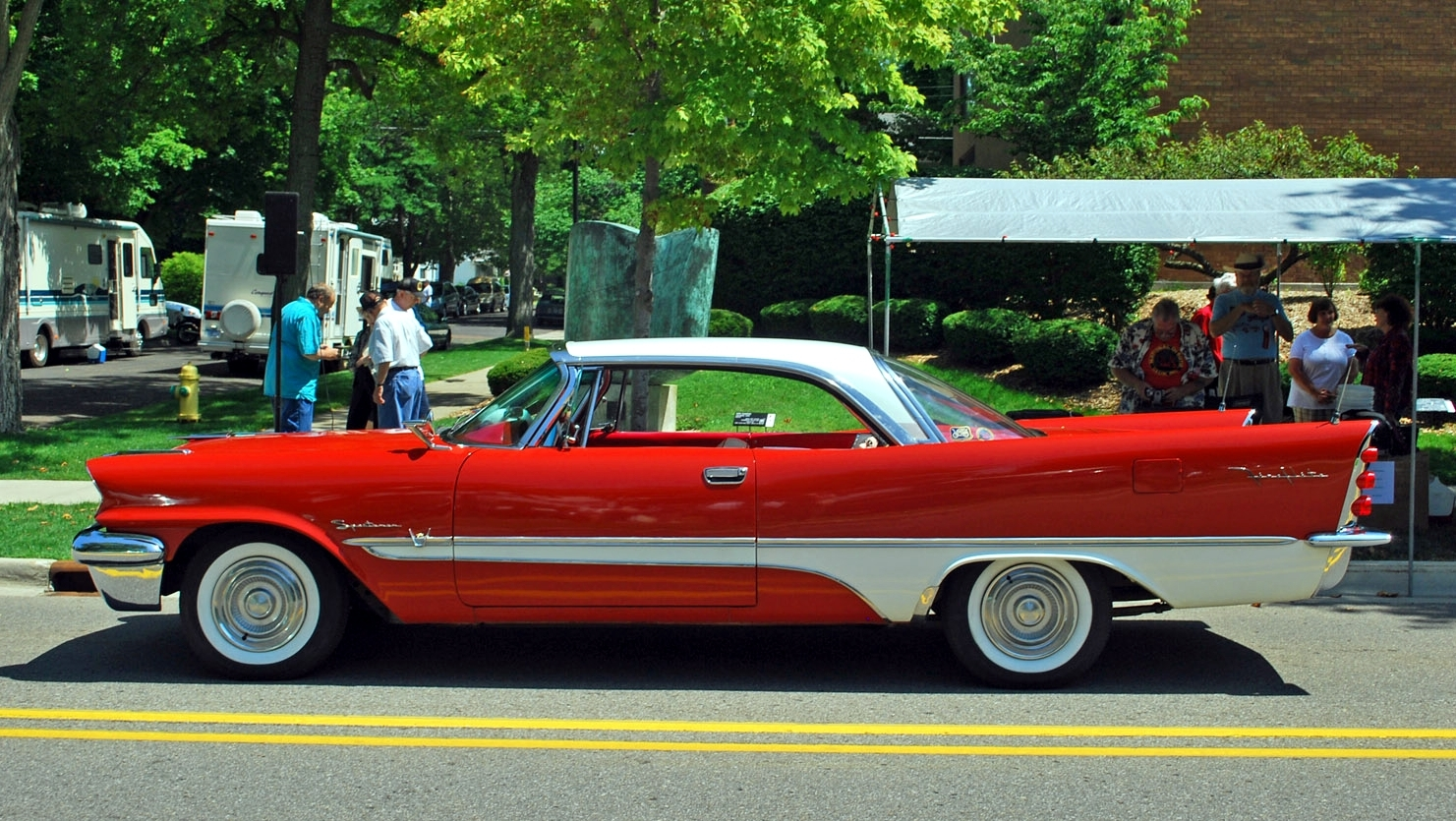
„Forward Look“: DeSoto Fireflite (1957)

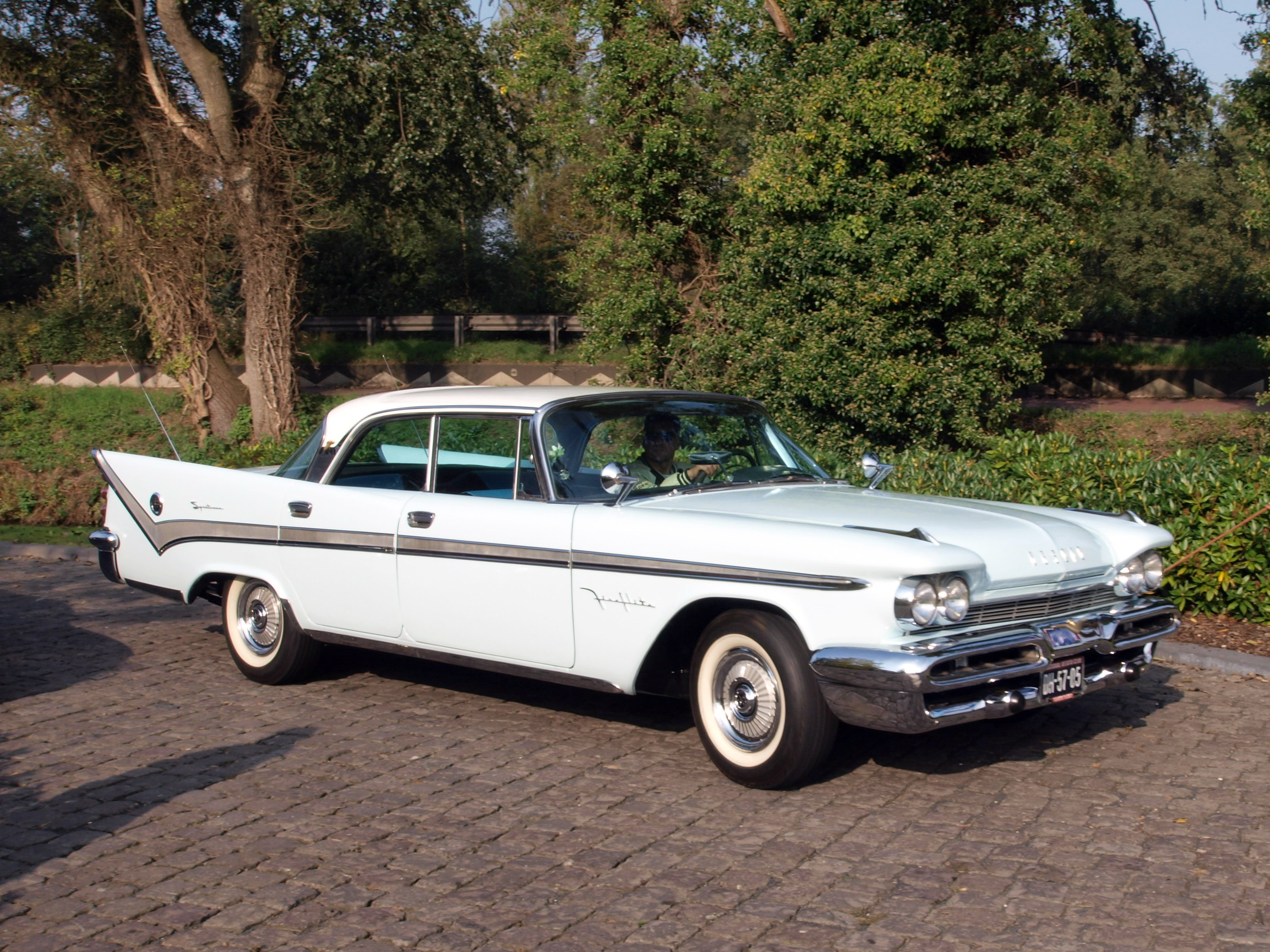
DeSoto Fireflite Sportsman

1957 wurden die De Soto-Modelle, wie alle Fahrzeuge des Chrysler-Konzerns, von Virgil Exner komplett umgestaltet. Das Designmuster hieß nun Forward Look. Die neuen Karosserien aller Chrysler-Marken waren niedriger und hatten stark vergrößerte Panoramascheiben. Exner gab dem DeSoto aufsteigende Heckflossen, in die Dreifachheckleuchten eingelassen waren, woraufhin die Käufer das Auto in Rekordzahl kauften.
Der 1957er DeSoto besaß ein integriertes Design in zwei Varianten: eine vollständige Hardtop-Sportsman-Coupé-Karosserie, die auf einem Dodge beruhte, ein viertüriges Hardtop und eine konventionelle Limousine. Alle Modelle basierten auf den Chassis von Chrysler-Modellen. Zwischen den beiden gab es Variationen im Design der Front, insbesondere in der Scheinwerferzone, wobei der Sportsman sich durch zwei Doppelstrahlscheinwerfer und eine weniger aerodynamische Front auszeichnete, während die größeren Modelle das damals populäre Quad-Design aufwiesen. Zu jener Zeit war es üblich, das Design der Modelle im dreijährigen Rhythmus einem Facelifting zu unterwerfen: Zierleisten, Stoßstangen und andere mit geringen Kosten verbundene Modifikationen wurden überarbeitet, vorwiegend durch zusätzliche Stoßfänger, Änderungen der Scheinwerferformen, Wechsel der Farben, Anzeigeinstrumente und des Designs des Fahrzeuginneren. Die beiden 1957er Designs waren nahezu ideal und ausgewogen, so dass das 1958er Modell nicht unbedingt eine Verbesserung (insbesondere im Design der Frontstoßstange) darstellte.
Bei aller stilistischen Attraktivität waren die DeSotos des Modelljahrs 1957 in qualitativer Hinsicht mangelhaft. Bei allen Marken des Chrysler-Konzerns hatte die Fertigungsqualität 1957 im Vergleich zu den Vorjahren nachgelassen; bei DeSoto aber waren die Mängel besonders gravierend. Die Presse berichtete darüber ausgiebig und detailliert. Das führte dazu, dass im Folgejahr viele Autokäufer beim Neuwagenkauf die Marke DeSoto nicht in Betracht zogen. Dieses Problem war DeSoto-spezifisch. Es verstärkte speziell bei dieser Marke die Auswirkungen der wirtschaftlichen Rezession des Jahres 1958, unter denen alle amerikanischen Automobilhersteller zu leiden hatten. Qualitätsmängel und Rezession bewirkten im Zusammenwirken bei DeSoto 1958 einen Rückgang der Verkaufszahlen um mehr als 65 Prozent: Gegenüber 117.000 Fahrzeugen 1957 verkaufte DeSoto im Modelljahr 1958 nur noch knapp 50.000 Autos; das war das niedrigste Produktionsvolumen seit 1938. Die Marke war damit vom elften auf den 13. Platz zurückgefallen und lag noch hinter der allgemein als unglücklich empfundenen, neu eingeführten Ford-Marke Edsel.
Das Chrysler-Management verlagerte daraufhin die Produktion der DeSoto-Modelle von Warren, Wyoming, in die Jefferson North Assembly Plant in Detroit. Hier entstanden die DeSotos parallel zu den Fahrzeugen der Marke Chrysler. Der Aufsehen erregende Motor mit Saugrohreinspritzung von Bendix, der im vergangenen Jahr angeboten worden war, wurde aus dem Programm gestrichen, dennoch hatte DeSoto nach wie vor Modellvarianten mit mehr als 350 PS. Das führte jedoch nicht zum Erfolg: Die Produktion fiel im Modelljahr 1959 auf etwas mehr als 45.000 Fahrzeuge.

### Die letzten Jahre

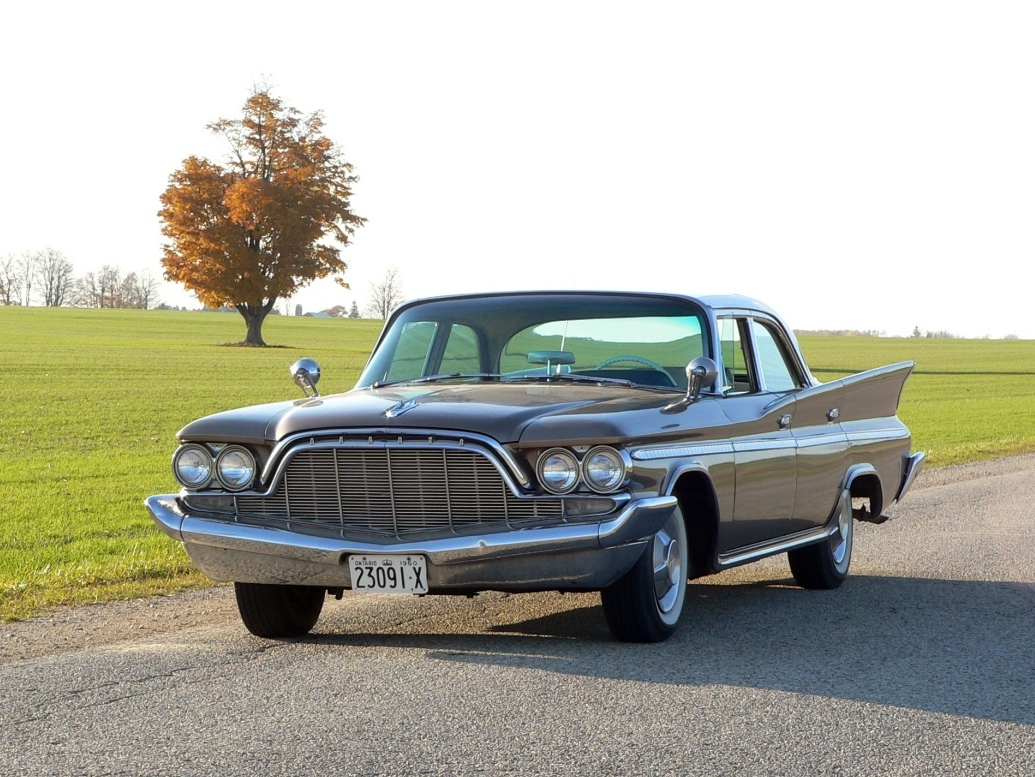
DeSoto Fireflite (1960)

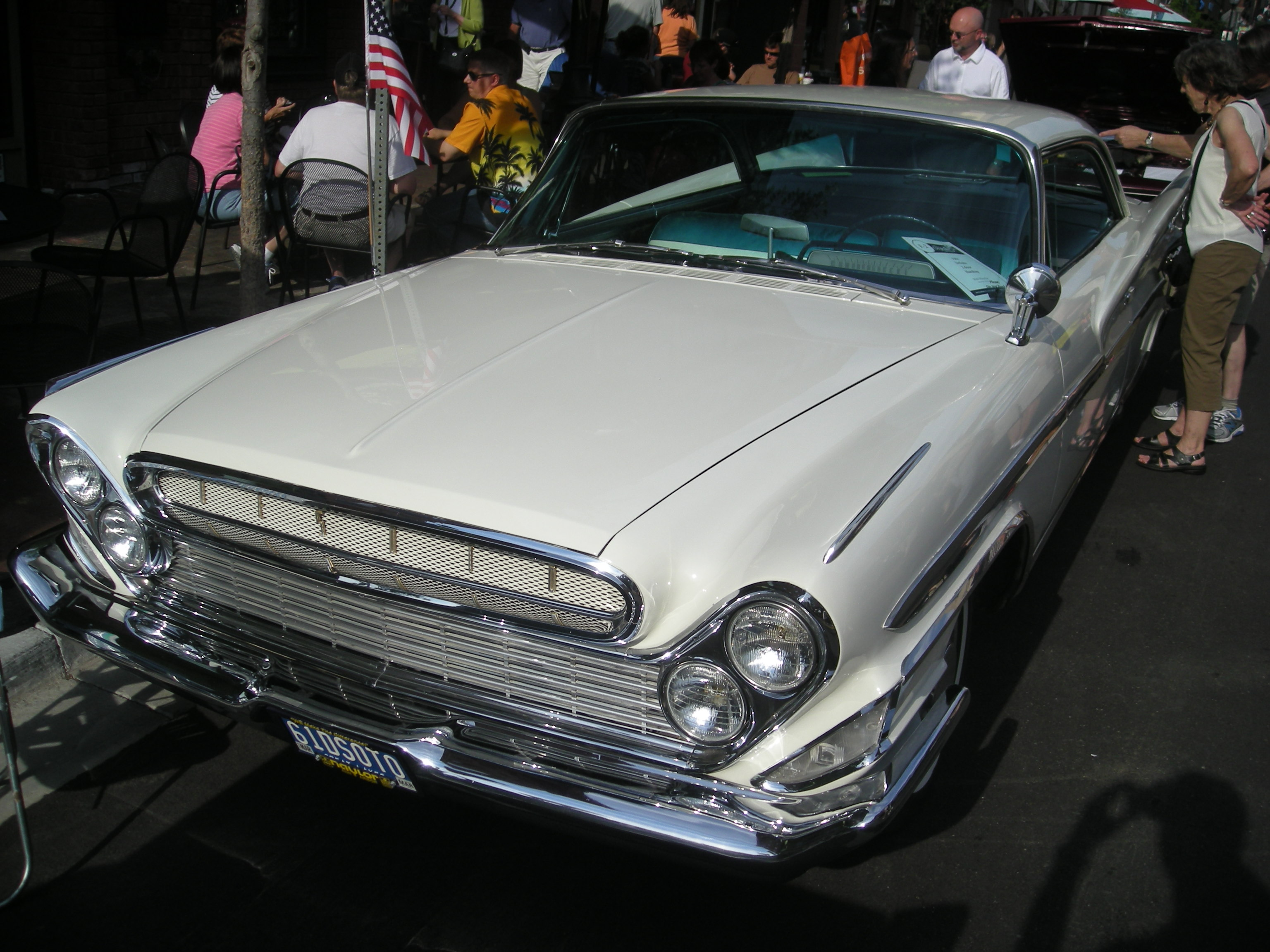
Modell der letzten DeSoto-Baureihe von 1961

Zum Modelljahr 1960 verschmolz das Chrysler-Management die bislang selbständigen Marken Plymouth und DeSoto zur Plymouth DeSoto Division. Im gleichen Jahr führte das Unternehmen für alle Marken – und damit auch für DeSoto – die selbsttragende Karosserie ein. Dieser Schritt erforderte große Stückzahlen, um die Investitionen in die teuren Presswerkzeuge zu amortisieren. Die Angebotspalette beschränkte sich nicht zuletzt deshalb auf die Modelle Fireflite und Adventurer. In stilistischer Hinsicht entsprachen die DeSoto-Modelle weitgehend den Fahrzeugen von Chrysler. Sie folgten noch immer Exners Forward Look, hatten aber hier wie dort sehr auffällige Heckflossen, die bereits im Bereich der Vordertüren ansetzten und mit einer von da an kontinuierlich ansteigenden Gürtellinie verbunden waren. Die Umsätze verringerten sich weiter. Im Modelljahr 1960 verkaufte DeSoto nur noch 25.500 Fahrzeuge.
Als im Herbst 1960 der Modelljahrgang 1961 vorgestellt wurde, kursierten bereits Gerüchte, dass Chrysler die Marke einstellen wolle.
Mit dem Modelljahrgang 1961 verlor DeSoto seine Serienmerkmale, was an den Schluss bei Packard erinnerte. Und wie die letzten Packards (häufig spöttisch als Packardbaker verulkt) verfügte auch der letzte DeSoto über ein fragwürdiges Design. Wieder basierte der De Soto auf dem kleineren Fahrgestell des Chrysler Windsor, wies einen zweilagigen Kühlergrill auf (jede Lage mit einer anderen Oberfläche), schräg angeordnete Doppelscheinwerfer und modifizierte Haifischnasen-Schlussleuchten. Nur eine zweitürige und eine viertürige Limousine wurden angeboten. Die Fahrzeuge wurden auf das Design des 1960er Fireflite getrimmt.
Obwohl die Entscheidung, DeSoto einzustellen, früher getroffen wurde, verfügten die Chrysler-Lager zum Zeitpunkt der Ankündigung über DeSoto-Bauteile im Wert von einigen Millionen Dollar. So fuhr das Unternehmen noch einmal die Produktion hoch, um die andernfalls unbrauchbaren Teile abzubauen. Über 3.000 Einheiten wurden noch produziert. Ohne interne Unterstützung und Interesse der Händler und ohne Vertrauen der Kunden wurde die Marke DeSoto am 30. November 1960 eingestellt, 47 Tage nach der Ankündigung des Modelljahrgangs 1961. Chrysler- und Plymouth-Händler, die aufgrund ihrer Franchise-Verträge gezwungen waren, DeSotos abzunehmen, erhielten keinerlei Entschädigung von Chrysler für die unverkauften DeSotos zum Zeitpunkt der formalen Ankündigung. Im Gegenteil: Chrysler lieferte die Halden der DeSoto-Autos weiterhin noch im Dezember 1960 aus. Viele dieser Fahrzeuge wurden von den Händlern mit hohen Verlusten verkauft, nur um die Fahrzeuge loszuwerden.

## Schließungsfaktoren
Trotz des Erfolges für Chrysler im mittleren Preissegment während des überwiegenden Zeitraums wurde das Scheitern von DeSoto durch eine Kombination von Fehlern im Unternehmen und durch externe Faktoren verursacht, auf die Chrysler keinen Einfluss hatte. Zunächst traf die Rezession von 1958 DeSoto, weil sie besonders heftig die Nachfrage nach Autos des mittleren Preissegments berührte. De Soto schaffte es nicht, diese Krise 1959 und 1960 zu überwinden. Wegen der Entwicklungskosten verdiente die Marke nicht genug, um ihr Händlernetz zu fördern und die Produktionskosten zu tragen. Als der Absatz von DeSoto 1959 und 1960 sank, war es für Chrysler offenkundig, dass DeSoto als Marke zu wenig Stammkundschaft hatte, um weitere Entwicklungen zu tragen.
Auch das Chrysler-Händlernetz hatte einen Einfluss auf die Einstellung der Marke DeSoto. Nach dem Zweiten Weltkrieg hatte Chrysler eine große Zahl von Händlern, die zwei oder mehr Chrysler-Marken vertrieben, wobei die Kombination Plymouth-DeSoto und Chrysler-Plymouth die häufigste war. Als Chrysler dann versuchte, die Händler zum Vertrieb allein einer Einzelmarke zu drängen, wählten diese natürlich Plymouth als die besser abzusetzende Marke gegenüber DeSoto, die sich schwerer verkauften, wodurch die Marke DeSoto mit einem ausgedünnten Händlernetz sich in der Folge noch schlechter verkaufte – eine Spirale ins Abwärts.
Aber es war das Markenmanagement des Chrysler-Konzerns, das jede der fünf Chrysler-Marken gegeneinander ausspielte und so den größten Schaden für DeSoto und letztlich für den Konzern bei der langfristigen Produktplanung verursachte. Weder wurde die Preisdifferenzierung bei Chrysler so sorgfältig gemanagt, wie dies General Motors bis dahin erfolgreich vorexerzierte, noch wurde unterbunden, dass die verschiedenen Markendivisionen Produkte entwickelten, die in das Marktsegment der Schwestermarke zielten. Dodge war so weit die erfolgreichste mit der Einführung des Dodge Dart, wobei die Anzeigen die Vorteile des Dart mit dem „C“-Auto, dem „F“-Auto und dem „P“-Auto verglichen – Chevrolet, Ford und Plymouth. Die Umsätze mit dem Dart explodierten 1960, taten dies jedoch auf Kosten der Dodge-Schwester Plymouth, die wegen des Dart Umsatzrückgänge erlitt.
Als das Chrysler-Marketing erkannte, dass die Kunden lieber einen Einstiegs-Chrysler als einen DeSoto zu kaufen bereit waren, stellte Chrysler 1960 den Chrysler Newport als 1961er Modell vor, wovon sie allein im ersten Jahr 45.000 Einheiten verkauften.
Obwohl zahllose Sammler für sich reklamieren, den letzten verkauften DeSoto zu besitzen, wurde das System von DeSotos Fahrzeugidentifikationsnummern noch in den letzten Tagen geändert, weshalb der „letzte“ DeSoto mit irgendeiner Nummer in der zweiten Hälfte im November 1960 produziert worden sein kann.

## Pkw-Modelle
| Modelljahr | Modelle                                                                      |
| ---------- | ---------------------------------------------------------------------------- |
| 1929       | K-Serie                                                                      |
| 1930       | K-Serie, CK-Serie, CF-Serie                                                  |
| 1931       | SA-Serie, CF-Serie                                                           |
| 1932       | SA-Serie, SC-Serie, CF-Serie                                                 |
| 1933       | SD-Serie                                                                     |
| 1934       | Airflow SE-Serie                                                             |
| 1935       | Airstream SF-Serie, Airflow SG-Serie                                         |
| 1936       | Airstream S-1-Serie, Airflow III S-2-Serie                                   |
| 1937       | S-3-Serie, Export                                                            |
| 1938       | S-5-Serie, Export                                                            |
| 1939       | S-6-Serie, Export                                                            |
| 1940       | S-7-Serie, Export                                                            |
| 1941       | S-8-Serie, Export                                                            |
| 1942       | S-10-Serie, Export                                                           |
| 1943       | keine Fertigung                                                              |
| 1944       | keine Fertigung                                                              |
| 1945       | keine Fertigung                                                              |
| 1946       | Deluxe S-11-S, Custom S-11-C, Diplomat                                       |
| 1947       | Deluxe S-11-S, Custom S-11-C, Diplomat                                       |
| 1948       | Deluxe S-11-S, Custom S-11-C, Diplomat                                       |
| 1949       | Deluxe S-13-1, Custom S-13-2, Diplomat                                       |
| 1950       | Deluxe S-14-1, Custom S-14-2, Diplomat                                       |
| 1951       | Deluxe S-15-1, Custom S-15-2, Diplomat                                       |
| 1952       | Deluxe S-15-1, Custom S-15-2, Firedome S-17, Diplomat                        |
| 1953       | Powermaster S-18, Firedome S-16, Diplomat                                    |
| 1954       | Powermaster S-20, Firedome S-19, Diplomat                                    |
| 1955       | Firedome S-22, Fireflite S-21, Diplomat                                      |
| 1956       | Firedome S-23, Fireflite S-24, Adventurer S-24-A, Diplomat                   |
| 1957       | Firesweep S-27, Firedome S-25, Fireflite S-26, Adventurer S-26-A, Diplomat   |
| 1958       | Firesweep LS1-L, Firedome LS2-M, Fireflite LS3-H, Adventurer LS3-S, Diplomat |
| 1959       | Firesweep MS1-L, Firedome MS2-M, Fireflite MS4-M, Adventurer MS3-H, Diplomat |
| 1960       | Fireflite PS1-L, Adventurer PS3-M, Diplomat                                  |
| 1961       | RS1-L, Diplomat                                                              |

## Nutzfahrzeuge

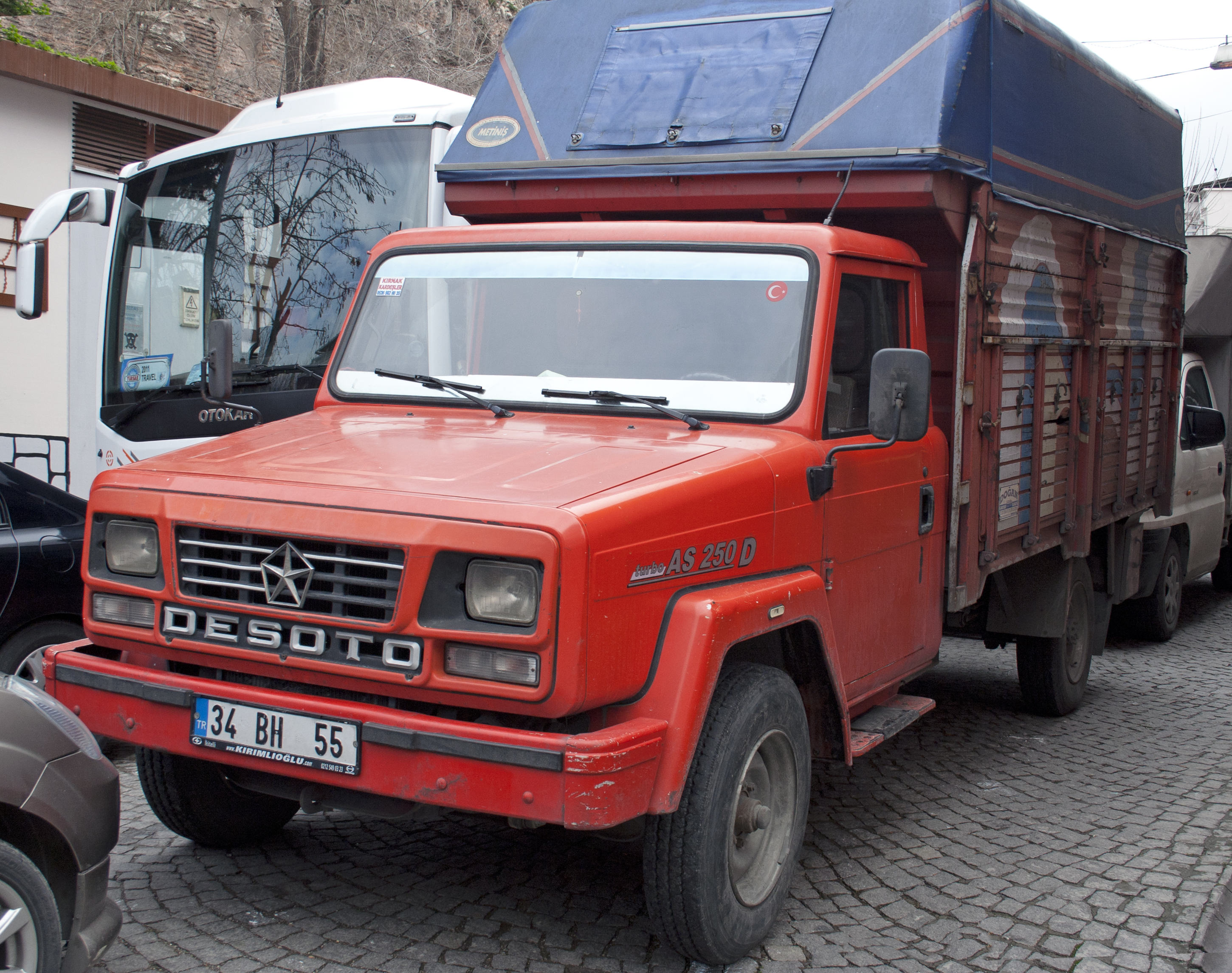
DeSoto AS250D aus türkischer Produktion

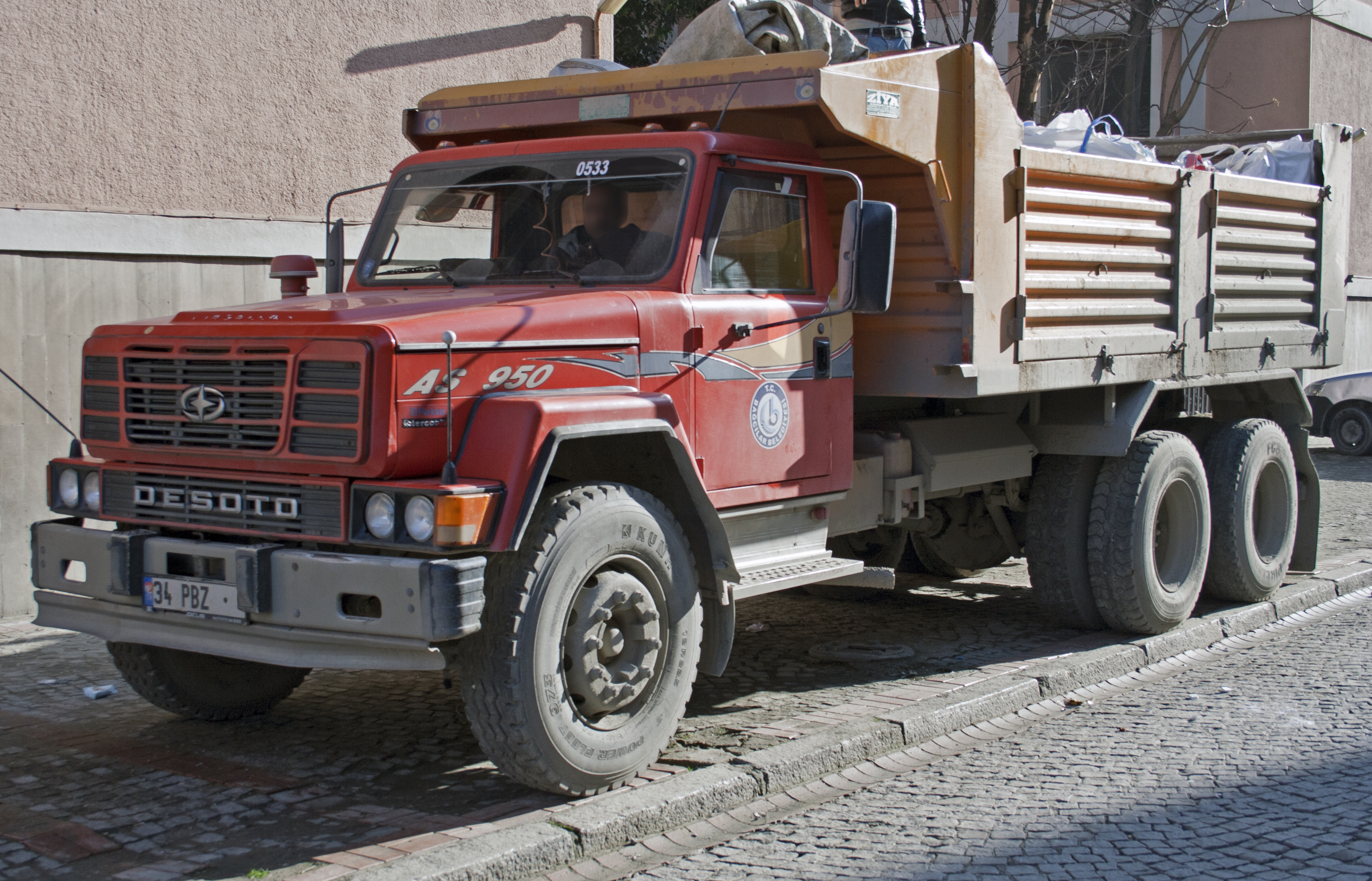
DeSoto AS950 turbo aus türkischer Produktion

Seit 1937 nutzte die Chrysler Corporation den Markennamen DeSoto auf Exportmärkten auch für leichte und schwere Nutzfahrzeuge. Hierbei handelte es sich anfänglich um Lkw aus Überproduktionen der Schwestermarken Dodge und Fargo, die mit geändertem Markennamen in Südamerika und in Südostasien verkauft wurden.
Nach dem Ende des Zweiten Weltkriegs fand sich der Markenname DeSoto sporadisch auf Lkw, die in Argentinien, Australien, Großbritannien, Spanien und der Türkei von örtlichen Chrysler-Niederlassungen gefertigt wurden. Von 1964 bis 1978 produzierte Askam, ein in Istanbul ansässiges ehemaliges Tochterunternehmen der Chrysler Corporation, Lkw mit dem Markennamen DeSoto. Die Verwendung der Marke endete 1978, nachdem Chrysler seine Anteile an dem Unternehmen verkauft hatte.

## Trivia
- Weird Al Yankovic erwähnt im Lied The Biggest Ball of Twine in Minnesota einen 1953er DeSoto.
- Im Comicstrip The Piranha Club fuhr die Figur Ernie Floyd einen dunkelroten 1957er DeSoto Fireflite.
- Im Comicstrip Shoe fährt die Hauptfigur, „Perfesser“ Cosmo Fishhawk einen rosa 1959er DeSoto.
- Im Alfred-Hitchcock-Klassiker Vertigo von 1958 fährt die Hauptfigur, Detective John „Scottie“ Ferguson einen grauen 1956er DeSoto Firedome.
- Ein 1960er DeSoto-Mannschaftswagen dient als Haupttransportmittel für die Comic-Figuren Sam & Max und wurde ebenfalls im Computerspiel Sam & Max Hit the Road sowie dessen Nachfolgern und der Fernsehserie verwendet.
- In der Fernsehsendung Happy Days aus den 1950er Jahren fährt Mr. Cunningham überwiegend einen alten blauen 1946er DeSoto.
- Im Spielfilm U-Boot in Not stößt das Zwei-Mann-Tauchboot Snark bei der Suche nach dem versunkenen Atom-U-Boot USS Neptune auf einen 1952er DeSoto, der als Sonarziel im Meer versenkt wurde und nun bei der Sonarortung irrtümlich für das U-Boot gehalten wurde.
- Im Roman Der Hundertjährige, der aus dem Fenster stieg und verschwand ist die einzige gepanzerte Limousine des Iran ein weinroter DeSoto Suburban. Dieser wird vom Protagonisten Allan Karlsson für ein geplantes Attentat auf Winston Churchill mit einer Sprengladung präpariert und explodiert im Verlauf seiner Flucht aus dem Hauptgebäude der iranischen Geheimpolizei.
- In der letzten Folge der 4. Staffel der TV-Serie „Auf Achse“ kommt ein Desoto LKW vor, in der letzten Folge der 5. Staffel gleich zwei. Beide Folgen spielen in der Türkei.